# Schizoglossum nitidum
Schizoglossum nitidum är en oleanderväxtart som beskrevs av Rudolf Schlechter. Schizoglossum nitidum ingår i släktet Schizoglossum och familjen oleanderväxter. Inga underarter finns listade i Catalogue of Life.